# 1999 în film
- 1998 în cinematografie — 1999 în cinematografie — 2000 în cinematografie

## Evenimente
- 19 mai: Războiul stelelor - Episodul I: Amenințarea fantomei
- Lista BFI a celor mai bune 100 de filme britanice

## Premiere românești
- Triunghiul morții, de Sergiu Nicolaescu
- Faimosul paparazzo, de Nicolae Mărgineanu - IMDB
- Fii cu ochii pe fericire, de Alexandru Maftei - IMDB
- Față în față, de Marius Barna - IMDB
- Besat - coproducție

Filme de televiziune
- Ministerul comediei (serial) - IMDB
- Ultima gară, de Bogdan Dumitrescu - IMDB

Filme de scurt metraj
- Mâna lui Paulista, de Cristian Mungiu - Cinemagia

## Filmele cu cele mai mari încasări
| Poziție | Titlu                                   | Studio                         | Regizor(i)                    | Încasări mondiale | Încasări N-America | Încasări U.K. | Încasări Australia |
| ------- | --------------------------------------- | ------------------------------ | ----------------------------- | ----------------- | ------------------ | ------------- | ------------------ |
| 1.      | Star Wars Episode I: The Phantom Menace | Fox/Lucasfilm                  | George Lucas                  | $1,027,044,677    | $431,088,301       | £50,734,924   | $38,828,310        |
| 2.      | The Sixth Sense                         | Hollywood                      | M. Night Shyamalan            | $672,806,292      | $293,506,292       | £25,407,279   | $29,298,667        |
| 3.      | Toy Story 2                             | Disney/Pixar                   | John Lasseter and Lee Unkrich | $485,015,179      | $245,852,179       | £43,294,228   | $20,131,422        |
| 4.      | The Matrix                              | Warner Bros.                   | Andy & Larry Wachowski        | $460,379,930      | $171,479,930       | £25,918,842   | $23,160,219        |
| 5.      | Tarzan                                  | Disney                         | Kevin Lima and Chris Buck     | $448,191,819      | $171,091,819       | £17,694,331   | $11,399,994        |
| 6.      | The Mummy                               | Universal/Amblin Entertainment | Stephen Sommers               | $415,933,406      | $155,385,488       | £17,362,781   | $18,107,396        |
| 7.      | Notting Hill                            | Universal                      | Roger Michell                 | $363,889,678      | $116,089,678       | £30,403,825   | $20,831,399        |
| 8.      | The World Is Not Enough                 | MGM                            | Michael Apted                 | $361,832,400      | $126,943,684       | £28,367,515   | $14,168,737        |
| 9.      | American Beauty                         | DreamWorks                     | Sam Mendes                    | $356,296,601      | $130,096,601       | £21,261,601   | $19,016,237        |
| 10.     | Austin Powers: The Spy Who Shagged Me   | New Line                       | Jay Roach                     | $312,016,858      | $206,040,086       | £25,635,589   | $22,380,168        |

## Premii

### Oscar
- Cel mai bun film:
- Cel mai bun regizor:
- Cel mai bun actor:
- Cea mai bună actriță:
- Cel mai bun film străin:

Articol detaliat: Oscar 1999

### César
- Cel mai bun film:
- Cel mai bun actor:
- Cea mai bună actriță:
- Cel mai bun film străin:

Articol detaliat: Césars 1999

### BAFTA
- Cel mai bun film:
- Cel mai bun actor:
- Cea mai bună actriță:
- Cel mai bun film străin: